# Pozo de las Monjas
El Pozo de las Monjas (en inglés: Nun's Well) es un antiguo depósito de agua subterránea en el territorio  británico de ultramar de Gibraltar. Se encuentra en Punta de Europa, y se piensa que es de la época musulmana. Representa algunas de las primeras evidencias de un suministro de agua artificial en Gibraltar. El nombre de la cisterna se cree que se deriva de las monjas asociadas con el Santuario de Nuestra Señora de Europa. En el siglo XVIII, El pozo de las Monjas suministró agua a los militares. A principios del siglo XIX, proporcionó agua para la fábrica de cerveza que fue construida al lado. En 1988, los ingenieros reales construyeron lo que hoy es el edificio principal, que tiene un aspecto de castillo. El edificio se convirtió en el centro de la polémica durante la restauración de 2010-2011 en el sitio.